# 알레한드로 칼바
알레한드로 칼바(Alejandro Calva, 1968년 5월 31일 ~ )는 멕시코의 텔레비전 배우, 연극 배우, 영화배우이다.
멕시코시티에서 태어났다.

## 영화
- 더 초즌 (2016년)
- 디 아더 패밀리 (2011년)
- 치코그랜데 (2010년)
- 배후 (2009년)
- 후앙 페레즈 만나기 (2008년)
- 나쁜 버릇 (2007년)
- 걸 온 더 스톤 (2006년)